# Platyplectrurus madurensis
Espèce
Synonymes
- Wallia inexpectata Werner, 1925
- Plectrurus ruhanae (Deraniyagala, 1954)

Statut de conservation UICN

 EN B1ab(iii)+2ab(iii) : En danger
Platyplectrurus madurensis est une espèce de serpents de la famille des Uropeltidae. 

## Répartition
Cette espèce est endémique du Sud de l'Inde. Elle se rencontre dans les États du Kerala et du Tamil Nadu. Sa présence au Sri Lanka n'est pas confirmée.

## Description
Dans sa description Beddome indique que ce serpent mesure entre 28 et 35 cm. Son dos est brun violacé nacré.

## Liste des sous-espèces
Selon The Reptile Database (17 décembre 2013) :
- Platyplectrurus madurensis madurensis Beddome, 1877
- Platyplectrurus madurensis ruhunae Deraniyagala, 1954

## Étymologie
Son nom d'espèce, composé de madur[a] et du suffixe latin -ensis, « qui vit dans, qui habite », lui a été donné en référence au lieu de sa découverte, le district de Madurai (à l'époque Madura district) dans le Tamil Nadu en Inde.

## Publications originales
- Beddome, 1877 : Descriptions of three new snakes of the family Uropeltidae from Southern India. Proceedings of the Zoological Society of London, vol. 1877, p. 167-168 (texte intégral).
- Deraniyagala, 1954 : Two new snakes from Ceylon. Ceylon. Proceedings of the 10th Congress of the Ceylon Association for the Advancement of Science, vol. 1, p. 24.